# Britannia (Schiff, 2015)
Die Britannia ist ein Kreuzfahrtschiff der britisch-amerikanischen Carnival Corporation & plc. Sie war bis 2020 das größte Schiff und Flaggschiff der unter der Kreuzfahrtmarke P&O Cruises betriebenen Flotte.

## Geschichte
Das Schiff wurde 2011 bei der Werft Fincantieri bestellt. Es ist das dritte Schiff der Royal-Klasse. Am 15. Mai 2013 wurde das Schiff in Monfalcone auf Kiel gelegt. Am 14. Februar 2014 wurde es ausgedockt. Die Indienststellung des am 10. März 2015 in seinem Heimathafen Southampton durch Queen Elisabeth II. getauften Schiffes erfolgte am 14. März 2015 im Rahmen der Jungfernfahrt mit Stationen in Barcelona, Monte Carlo und Rom bis zur Rückkehr in den Heimathafen am 28. März 2015.

## Technische Daten und Ausstattung
Der Antrieb des Schiffes erfolgt dieselelektrisch.
Das Schiff verfügt über 18 Decks, von denen 13 für Passagiere zugänglich sind.